# NGC 1219
NGC 1219 é uma galáxia espiral (Sc) localizada na direcção da constelação de Cetus. Possui uma declinação de +02° 06' 29" e uma ascensão recta de 3 horas, 08 minutos e 28,1 segundos.
A galáxia NGC 1219 foi descoberta em 9 de Setembro de 1864 por Albert Marth.